# Thymus karjaginii
{{#ifeq:0|0|{{#if:|{{#if:Thymuskarjaginii|[[]}}|}}}}
Thymus karjaginii (чебрець Карягіна) — вид рослин родини глухокропивові (Lamiaceae), ендемік Закавказзя (Азербайджан, Вірменія, Грузія).

## Опис
Квіткові стебла 2–5 см заввишки. Листки 4–10 × 2–4 мм. Довжина квіткового вінчика 6–7 мм, він яскраво-рожевий.

## Поширення
Ендемік Закавказзя (Азербайджан, Вірменія, Грузія).